# Wilhelm Sauter

Wilhelm Sauter: Selbstporträt (1931)

Wilhelm Sauter (* 1. April 1896 in Bruchsal; † 27. Juni 1948 in Göppingen) war ein deutscher Maler und Zeichner.

## Leben

Heidelberg-Schlosshof

Wilhelm Sauter wurde als einziger Sohn des beamteten Schreibgehilfen Friedrich Sauter geboren. Nach dem Besuch der Volks- und Oberrealschule kam er 1913 in das Heidelberger Lehrerseminar mit dem Ziel, Zeichenlehrer zu werden. Nach dem Ausbruch des Ersten Weltkrieges wurde er im Jahre 1915 Soldat beim 8. Badischen Infanterie-Regiment Nr. 169 in Lahr und wurde ab April 1916 an der Somme eingesetzt, unter anderem in der Gegend um Serre. Bei einem Granateinschlag wurde er verschüttet und verlor einen Teil seines Gehörs. Die Erlebnisse an der Front bildeten später die Grundlage seiner bekanntesten Werke.
Nach einem Lazarettaufenthalt war er ab 1917 an der Volksschule in Bruchsal tätig. Von 1918 bis 1920 studierte er an der Badischen Landeskunstschule, unter anderem bei den Professoren Karl Eyth, August Groh, Walter Conz und Friedrich Fehr. Es folgten Anstellungen an Schulen in Villingen, Bruchsal, Karlsruhe, Weinheim, und Ladenburg. Auf Betreiben von Hans Thoma fand eine erste Ausstellung beim Badischen Kunstverein statt.
In den 1920er Jahren heiratete Wilhelm Sauter. Ein Sohn namens Dieter starb im Alter von 14 Jahren an Diphtherie.
Zu den von Wilhelm Sauter verwendeten Techniken zählten sowohl das Zeichnen und die Malerei als auch die Radierung. In den Jahren 1924 bis 1927 entstanden sechs Kaltnadelradierungen als Illustration zu Grimmelshausens Roman Der abenteuerliche Simplicissimus. Daneben schuf Wilhelm Sauter zahlreiche Porträts und Landschaftsbilder, aber auch immer wieder Darstellungen von Frontsoldaten in verschiedenen Situationen.
Vor allem mit seinen Soldatenbildern erregte Sauter die Aufmerksamkeit des nationalsozialistischen Regimes. Obwohl seine Werke keineswegs den Krieg verherrlichten, sahen die Machthaber darin vor allem eine Darstellung von Prüfungen, aus denen der deutsche Soldat gestählt hervorgeht. Inwieweit Sauter selbst überzeugter Nationalsozialist war, ist unklar; er verstand es jedenfalls, sich mit den herrschenden politischen Kräften zu arrangieren. Es folgte ein steiler beruflicher Aufstieg mit der Teilnahme an zahlreichen Kunstausstellungen, so zum Beispiel an der Ausstellung "Heroische Kunst" 1935 in Berlin, an der Badischen Gaukulturschau 1937, von 1938 bis 1944 an allen Großen Deutschen Kunstausstellungen im Haus der deutschen Kunst in München, 1940 in Münster an der Ausstellung "Maler sehen den Krieg" oder 1942 bei der Biennale in Venedig. Bei der Ausstellung Deutsche Künstler und die SS 1944 in Breslau und anschließend auch in Salzburg wurde sein Bild „Bundschuh-Hauptmann Joss lost mit seinen Bauern aus dem Kraichgau“ ausgestellt. Die Soldatenbilder aus dieser Zeit sind weniger düster als die früheren Werke, stattdessen tritt das Motiv des heroischen Soldaten stärker hervor. Auch entstanden einzelne Werke von eindeutig nationalsozialistischer Prägung (zum Beispiel „Kampfzeit“).
Seine Bilder wurden unter anderem vom Badischen Armeemuseum in Karlsruhe erworben, aber auch von Adolf Hitler und Fritz Todt.
Im Jahre 1939 wurde Sauter mit dem Gaukulturpreis ausgezeichnet. Er stand 1944 auf der Gottbegnadeten-Liste des Reichsministeriums für Volksaufklärung und Propaganda.
Im Jahre 1941 wurde er als Professor an die Hochschule der bildenden Künste in Karlsruhe berufen – die ehemalige Badische Landeskunstschule, an der er auch studiert hatte. Seine Tätigkeit dort dauerte bis 1945.

## Werke (Auswahl)
- Totentanz (1917–1918)
- Grabenposten im Feuer (1928)
- Essenholer (1931)
- Dorf an der Front (1931)[5]
- Der Kamerad (1931)[6]
- Im Laufgraben (1932)
- Endlose Straße (1934)
- Der gute Kamerad (1934)
- Wassertrinker (1936)
- Heldenschrein (1936)
- Der Bauernführer Joß Fritz (1937)
- Kampfzeit (1937)

Übergang am Oberrhein (1942) mit dem Breisacher Stephansmünster im Hintergrund

Serre (Somme) 1916 (um 1942)

- Die Badischen Grenadiere in der Schlacht bei Cambrai (1938)
- Frontsoldat (1938)
- Zwei Wege (1939)
- Der ewige Musketier (1940)[7]
- Vormarsch im Westen (1941)
- Westfront 1940 (1941)
- Serre (Somme) 1916 (um 1942)
- Übergang am Oberrhein (1942)[8]
- Ostkämpfer (1944)
- Verschüttet
- Begegnung
- Das Kreuz von Serre
- l.M.G. (leichtes Maschinengewehr)[9]
- Stoßtrupp
- Ums Morgengrauen
- Der tote Kamerad
- Melder
- Endlose Straße
- Das Opfer (1942 bei einem Luftangriff zerstört)
- Gretlebrunnen im Treppenhaus des Blauen Rathauses in Donaueschingen[10]

## Galerie

Alter Brunnen
Die Alte Brücke in Heidelberg (1929)
Frontsoldat (1938)
Westfront 1940 (1941)
Ostkämpfer (1944)